# Stazione di Northampton
La stazione di Northampton (in inglese Northampton railway station) è la principale stazione ferroviaria di Northampton, in Inghilterra.